# Liste der Monuments historiques in Bischholtz
Die Liste der Monuments historiques in Bischholtz führt die Monuments historiques in der französischen Gemeinde Bischholtz auf.

## Liste der Bauwerke
| Bezeichnung   | Beschreibung              | Standort                                        | Kennzeichnung | Schutzstatus | Datum | Bild |
| ------------- | ------------------------- | ----------------------------------------------- | ------------- | ------------ | ----- | ---- |
| Napoleonsbank | Sandstein, 1854 errichtet | Rue principale, am südlichen Ortseingang (Lage) | PA00084623    | Inscrit      | 1988  |      |